# جون ميخائيل دارسي
جون ميخائيل دارسي (بالإنجليزية: John Michael D'Arcy)‏ هو كاهن كاثوليكي أمريكي، ولد في 18 أغسطس 1932 في بوسطن في الولايات المتحدة، وتوفي في 3 فبراير 2013 في فورت واين في الولايات المتحدة بسبب سرطان وسرطان الرئة.